# Willian Rocha
Willian Pereira da Rocha, meglio noto come Willian Rocha (Jundiaí, 1º aprile 1989), è un calciatore brasiliano, difensore del Porto Vitória.

## Carriera
Ha giocato nella massima serie dei campionati brasiliano, svizzero e giapponese.